# David Finlayson
 David Finlayson  (1924?-1944)  fut, pendant la Seconde Guerre mondiale, un agent secret britannique du SOE.

## Identités
- État civil : David Haughton Finlayson
- Comme agent du SOE :
  - Nom de guerre (field name) : « Guillaume »
  - Nom de code opérationnel : FRIAR (en français FRÈRE MOINE)
  - Nom de code du Plan, pour la centrale radio : FROCKCOAT
  - Faux papiers : Daniel Henri Garcie

Situation militaire : SOE, section F, General List ; grade : lieutenant ; matricule : 306891
Pour accéder à une photographie de David Finlayson, se reporter au paragraphe  Sources et liens externes en fin d’article.

## Famille
Parents : John Campbell et Lilian Edith Finlayson, Wolverhampton.

## Éléments biographiques
David Finlayson naît en 1924.
Il est envoyé en France comme opérateur radio du réseau LIONTAMER qui vient s'implanter dans la région de Valenciennes. Il est parachuté le 2 mars 1944 avec Maurice Lepage « Colin », le chef du réseau, Edmond Lesout « Tristan », un autre membre du réseau, et un jeune pilote, George McBain, qui doit rejoindre le réseau MUSICIAN. Les quatre sont arrêtés à l’atterrissage. David Finlayson aurait été exécuté en captivité à Gross-Rosen, en août-septembre 1944.

## Reconnaissance

### Distinction
Les sources ne mentionnent aucune distinction.

### Monuments
- En tant que l'un des 104 agents du SOE section F morts pour la France, David Finlayson est honoré au mémorial de Valençay (Indre).
- Brookwood Memorial, Surrey, panneau 22, colonne 1.
- Au mémorial du camp de concentration de Gross-Rosen, situé près de Rogoźnica (Pologne), une plaque honore la mémoire des dix-neuf agents de la section F qui y ont été exécutés en août-septembre 1944, dont David Finlayson. Réalisée en granit local, en provenance d'une carrière où devaient travailler les détenus, elle a été élevée sur l'initiative du Holdsworth Trust.